# Sievekingia fimbriata
Sievekingia fimbriata är en orkidéart som beskrevs av Heinrich Gustav Reichenbach. Sievekingia fimbriata ingår i släktet Sievekingia och familjen orkidéer. Inga underarter finns listade i Catalogue of Life.

## Bildgalleri

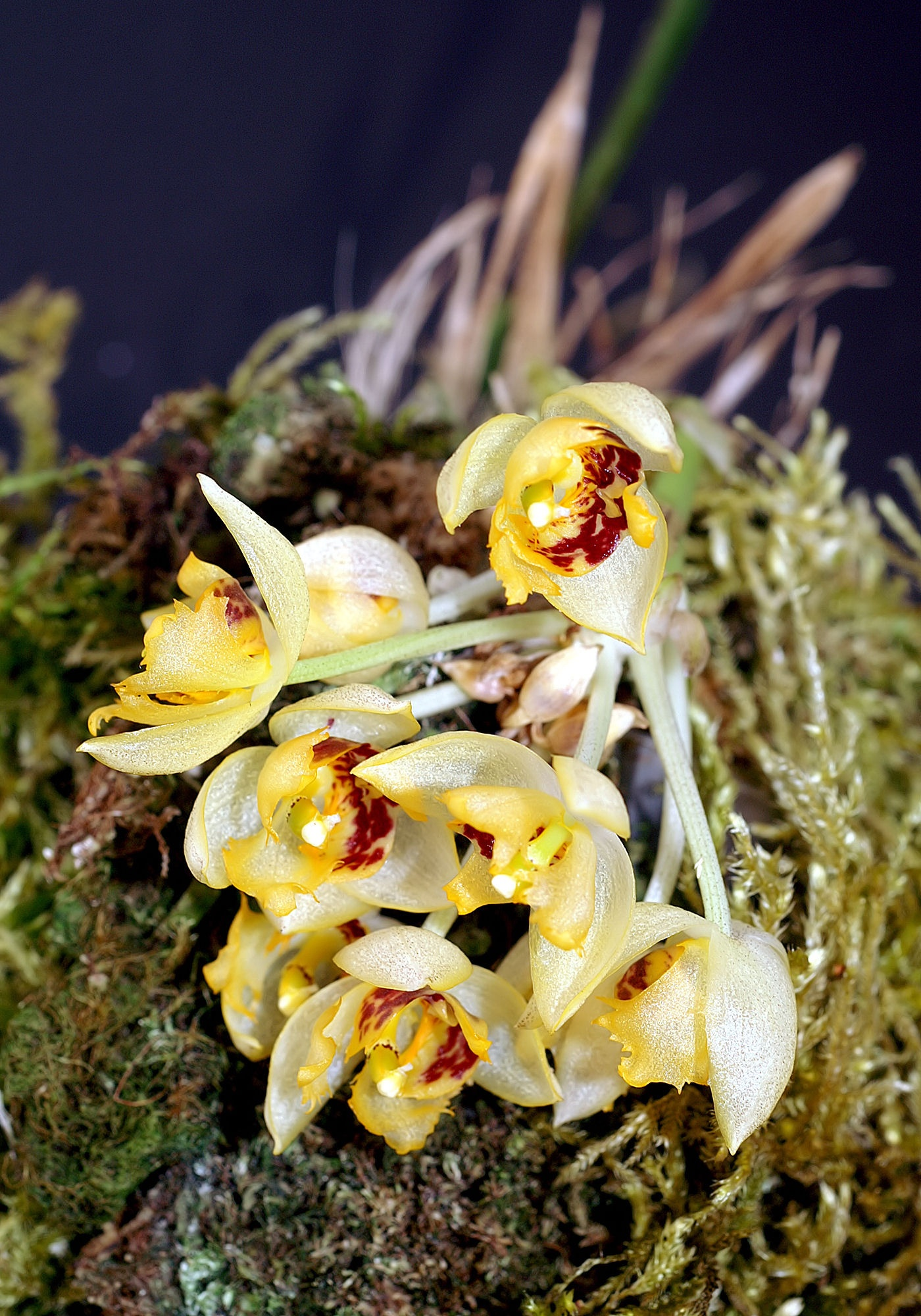
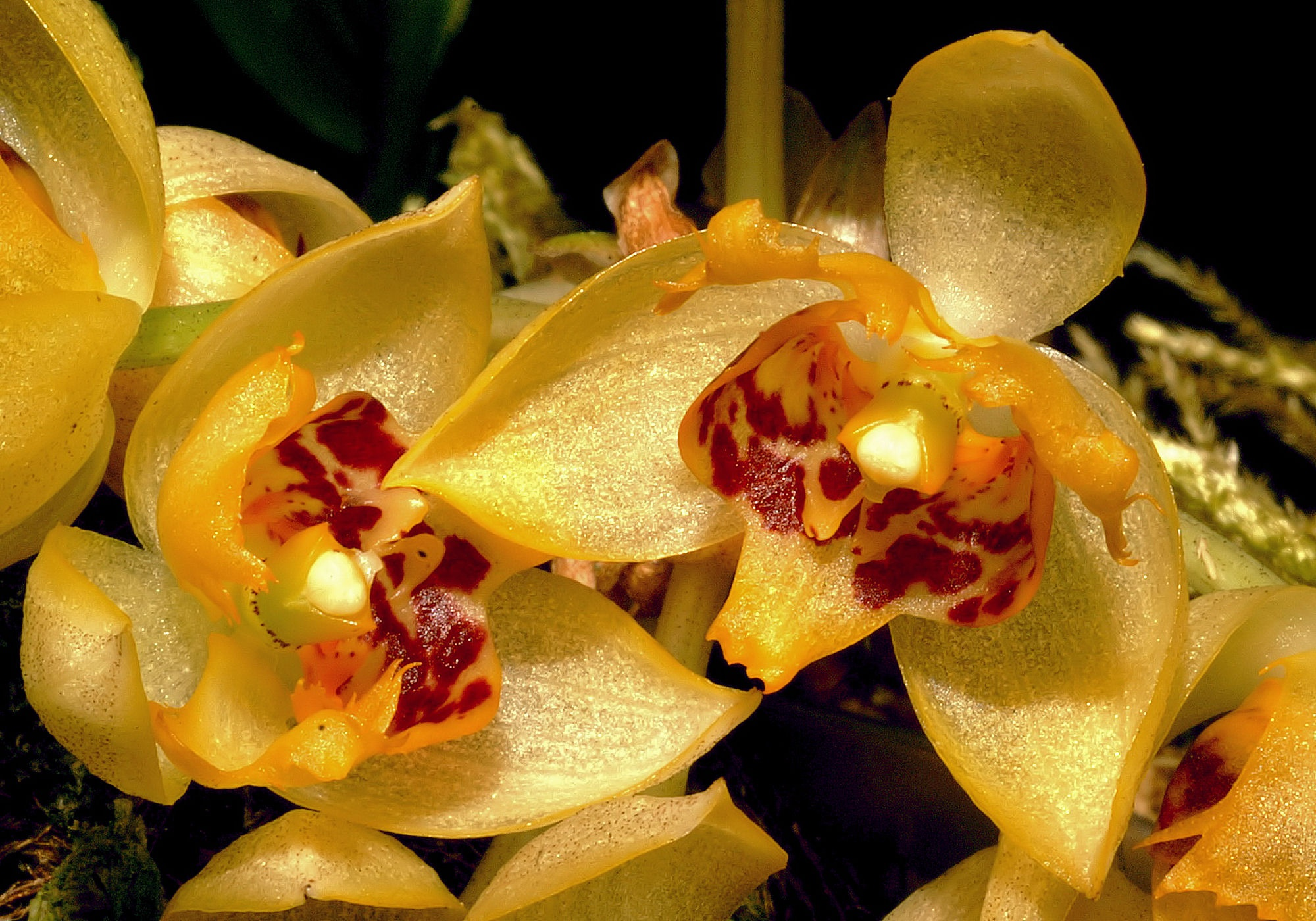